# Cratere Wulbari
Wulbari è un cratere sulla superficie di Rea.